# Чан Тхань Ту
Чан Тхань Ту (вьет. Trần Thanh Tú, яп. チャン タン トゥ; род. 12 сентября 1990, Châu Thành, Дельта Меконга) — японский (ранее — вьетнамский) шахматист, международный мастер (2024), сильнейший шахматист Японии. Трёхкратный чемпион Японии (2016, 2018, 2020), в 2022 году занял 2-е место. В составе сборной Японии — участник Олимпиад (2016, 2020, 2022, 2024), в 2020 году был капитаном. Участник Кубка мира 2023 (проиграл в 1-м раунде Давиду Паравяну).

## Биография
Чан Тхань Ту родился в вьетнамской деревне Чаутхань, его детство прошло в провинции Донгтхап. Он вспоминал, что семья жила очень бедно, его братья умели играть в шахматы, но у них не было доски, поэтому они сделали её из бумаги. Чан Тхань Ту на тот момент было 4-5 лет.
Через несколько месяцев Чан Тхань Ту стал обыгрывать своих братьев, позже стал больше времени уделять шахматам. В 6 лет семья переехала в Шадек, где он продолжил заниматься, а в 9 лет состоялся переезд в Цаолань, где присоединился к провинциальной шахматной команде для юных игроков. Будучи подростком, он выиграл чемпионат Юго-Восточной Азии до 16 лет (2006) и чемпионат Вьетнама по рапиду (2015). Вскоре Чан Тхань Ту заработал достаточно денег, чтобы самостоятельно себя обеспечивать.
Чан Тхань Ту окончил Университет Кантхо в 2013 году и стал программистом. Будучи студентом, он не ездил за границу, чтобы играть в турнирах, ограничивался партиями со своим тренером, также читал шахматные книги, скачанные из интернета. Однако в июле 2015 года решил переехать в Японию для участия в программе сотрудничества между Вьетнамом и Японией. Он работал в японской инжиниринговой компании и продолжил заниматься шахматами в клубе Чиба.